# Denis Lawson
Denis Stamper Lawson (Crieff, 27 september 1947) is een Schots acteur. Hij werd in 2006 genomineerd voor zowel een Primetime Emmy Award als een BAFTA Award voor zijn bijrol als de behulpzame John Jarndyce in de vijftiendelige historische dramaserie Bleak House. Lawson maakte in 1969 zijn acteerdebuut in een aflevering van de dramaserie Dr. Finlay's Casebook. Zijn eerste rol op het grote scherm volgde in 1975, in de Britse film Dinosaur. Lawson is een oom van Ewan McGregor. Diens moeder Carol McGregor is Lawsons zus.
Lawson is met name actief in Britse series en miniseries. Hij speelde rollen in meer dan twintig verschillende, waarbij die als thoraxchirurg Tom Campbell-Gore in Holby City en die als de gepensioneerde rechercheur Steve McAndrew in New Tricks het omvangrijkst zijn. In zijn filmcarrière speelde hij ook een wederkerende rol, als X-Wing-piloot Wedge Antilles in zowel de originele Star Wars uit 1977 als de eerste twee vervolgen daarop.

## Filmografie
*Exclusief 10+ televisiefilms
- Star Wars: Episode IX - The Rise of Skywalker (2019)
- The Machine (2013)
- The Wee Man (2013)
- Broken (2012)
- Perfect Sense (2011)
- A New Body at Last (2007, stem)
- The Ride (2003)
- Cervellini fritti impanati (1996)
- The Chain (1984)
- Star Wars: Episode VI - Return of the Jedi (1983)
- Local Hero (1983)
- Star Wars: Episode V - The Empire Strikes Back (1980)
- Holocaust 2000 (1977)
- Star Wars: Episode IV - A New Hope (1977)
- Providence (1977)
- Dinosaur (1975)

## Televisieseries
*Exclusief eenmalige gastrollen
- New Tricks - Steve McAndrew (2013-...)
- Parade's End - Sir Reginald (2012, twee afleveringen)
- Candy Cabs - Kenny Ho (2011, drie afleveringen)
- Marchlands - Robert Bowen (2011, vijf afleveringen)
- Just William - Headmaster (2010, twee afleveringen)
- Mister Eleven - Len (2009, twee afleveringen - miniserie)
- Criminal Justice - Bill Faber (2009, vijf afleveringen)
- The Passion - Annas (2008, drie afleveringen - miniserie)
- Jekyll - Peter Syme (2007, zes afleveringen)
- Dalziel and Pascoe - John Barron (2006, twee afleveringen)
- Bleak House - John Jarndyce (2005, vijftien afleveringen)
- Sensitive Skin - Al Jackson (2005, zes afleveringen)
- Holby City - Tom Campbell-Gore (2002-2004, 58 afleveringen)
- Other People's Children - Tom (2000, twee afleveringen)
- The Ambassador - John Stone (1998-1999, twaalf afleveringen)
- Natural Lies - James Towne (1992, drie afleveringen)
- Kit Curran - Kit Curran (1986, zes afleveringen)
- Dead Head - Eddie Cass (1986, vier afleveringen)
- The Kit Curran Radio Show - Kit Curran (1984, zes afleveringen)
- The Good Companions - Albert Tuggridge (1980, twee afleveringen)
- Armchair Thriller - David Cooper (1978, vier afleveringen)
- Rock Follies of '77 - Ken Church (1977, vijf afleveringen)
- Rock Follies - Ken Church (1976, twee afleveringen)

## Videospellen
- Star Wars: Squadrons - Wedge Antilles (2020, stem)

## Privé
Lawson woonde negentien jaar samen met actrice Sheila Gish voor hij in 2004 met haar trouwde. Ze overleed een jaar later aan kanker. Lawson kreeg in 1979 zoon Jamie, samen met actrice Diane Fletcher, met wie hij toen een relatie had.
- Bibsys: 6095992
- Bibliothèque nationale de France: cb14197175m (data)
- Gemeinsame Normdatei: 138425019
- International Standard Name Identifier: 0000 0001 1515 9629
- Library of Congress Control Number: no98064639
- Nationale Bibliotheek van Israël: 987007423597105171
- Nationale Bibliotheek van Polen: a0000002453386
- Nederlandse Thesaurus van Auteursnamen: 329254901
- Système universitaire de documentation: 12967639X
- Virtual International Authority File: 78781297
- WorldCat: E39PBJx8H9WJcyHktjbQd68Hmd